# Alexandra Schwartzbrod
Alexandra Schwartzbrod (Nancy, 24 de febrero de 1960) es una periodista, crítica literaria, ensayista y escritora de novelas policíacas francesa.

## Biografía
Nacida en Nancy el 24 de febrero de 1960, se diplomó en la Escuela Superior de Intérpretes y Traductores (ESIT) y se dedicó al periodismo. Fue periodista en Les Échos de 1989 a 1994 antes de incorporarse al periódico Libération en 1994, del que fue corresponsal en Jerusalén de 2000 a 2003.
Dentro de Libération, fue nombrada directora editorial adjunta de la publicación.
Paralelamente a su actividad periodística, escribe ensayos y novelas negras, dos de las cuales han sido premiadas: Balagan, que recibió el premio de novela policíaca de la SNCF en 2003, y Adieu Jerusalem, gran premio de literatura policíaca en 2010.  Varias de sus obras de ficción, Balagan, Adiós Jerusalén, El sueño de Ariel, Las luces de Tel-Aviv, están influenciadas por su experiencia como corresponsal en Jerusalén: «Escribo novelas para transmitir mi pasión y mi indignación», indica.  También evoca esta experiencia en su relato autobiográfico publicado en 2024, Éclats.

## Puntos de vista
En 2012, al comentar sobre la política interna israelí, denunció el «desprecio con el que se trata a los palestinos».
En 2013, comentando las manifestaciones que siguieron a la votación de la ley sobre el matrimonio entre personas del mismo sexo, afirmó sobre los opositores a esta ley: «Aquellos que todavía dicen que están en contra del matrimonio para todos se consideran ante todo antirrepublicanos, negándose obstinadamente a reconocer la ley aprobada».
En 2015, para luchar contra la inmigración irregular, propuso en Libération «abrir nuestras puertas a los migrantes», «organizando de forma inteligente y humana la llegada de refugiados, a menudo cualificados».

## Publicaciones principales

### Ensayos
- Dassault, le dernier round, 1991, Olivier Orban
- Le Président qui n'aimait pas la guerre - Dans les coulisses du pouvoir, 1995, Plon
- L'Acrobate - Jean-Luc Lagardère ou les armes du pouvoir, 1998, Seuil
- Jérusalem, 2008, Ediciones Tertium

### Novelas
- Koutchouk, 2000, Denoël
- Balagan, 2003, Valores[4]
- Petite Mort, 2005, Stock
- La Cuve du Diable, 2007, Stock
- Adieu Jérusalem, 2010, Stock[4]
- Le Songe d'Ariel, 2012, Gallimard[4]
- Les Lumières de Tel-Aviv, 2020, Shores/Noir[10]

### Historia autobiográfica
- Éclats, 2024, Mercure de France[5]

## Premio
- Premio SNCF de novela policíaca 2003 para Balagan[11]
- Gran premio de la literatura policíaca 2010 por Adieu Jérusalem[12]